# Dérbi dos Eternos Inimigos
O Dérbi dos Eternos Inimigos (Grego: Ντέρμπι των αιωνίων αντιπάλων) é o clássico do futebol grego que envolve os dos maiores clubes do país e também aquele de maior rivalidade entre os clubes. A rivalidade entre Olympiacos e Panathinaikos é considerada uma das principais do futebol mundial, juntamente de Barcelona vs. Real Madrid, Liverpool vs. Manchester United, Boca Juniors vs. River Plate e Celtic vs. Rangers.

## História

### Contexto
A rivalidade entre os dois principais clubes gregos pode ser atribuída a algumas diferenças sociais, culturais e regionais. O Panathinaikos, fundado em 1908, vem do centro de Atenas e era considerado o representante clássico da alta classe e da antiga sociedade ateniense da capital grega. Por outro lado, o Olympiacos foi fundado em 1925 e vem de Pireu, a cidade portuária nos arredores de Atenas, atraindo assim torcedores das áreas de classe trabalhadora dos arredores. Ambas as cidades têm desempenhado um papel importante na história da Grécia desde a antiguidade clássica.
Essas diferenças de classe entre as pessoas nos locais de origem dos dois clubes ofereceram mais motivos para a animosidade entre seus torcedores. O sucesso inicial do Olympiacos proporcionou ao povo do Pireu uma maneira de expressar seu desprezo pelas classes mais ricas, pelas quais o Panathinaikos era fortemente apoiado. Além disso, o Olympiacos atraiu torcedores de toda a Grécia que se consideravam vítimas de injustiças sociais e políticas. No entanto, esse tipo de confronto foi muito mais acentuado no passado, já que as diferenças de classe entre as torcidas desapareceram e o abismo social que antes separava os dois times diminuiu com o passar dos anos. Hoje em dia, os dois clubes têm torcidas que representam todas as classes sociais.

### Rivalidade entre os torcedores
O Olympiacos e o Panathinaikos são os clubes gregos mais populares, com ambos os times tendo grandes bases de torcedores que os acompanham em jogos nacionais e internacionais. O hooliganismo no futebol é um fenômeno muito comum entre suas torcidas nos últimos anos, que inclui desde a quebra de assentos, brigas, fogos de artifício e tumultos nas ruas.

### Rivalidade no futebol
Os dois clubes disputam entre si o título de clube de futebol mais bem-sucedido do país, bem como o de maior clube esportivo grego em geral. Seus departamentos de futebol sempre foram os mais atraentes entre seus torcedores e eles têm um antagonismo de longa data desde que se encontraram pela primeira vez nos campos, mas a rivalidade também se estende a outros esportes coletivos, como basquete, vôlei e polo aquático. Internamente, o Olympiacos é o clube de futebol mais bem-sucedido da Grécia, tendo conquistado um recorde de 81 títulos oficiais importantes, em comparação com os 44 títulos do Panathinaikos, além de ser o mais bem-sucedido em seus confrontos diretos. Por outro lado, o Panathinaikos se orgulhava de seu melhor desempenho nas competições europeias. Seu maior sucesso é a participação na final da Taça dos Clubes Campeões Europeus de 1971, duas aparições nas semifinais da Liga dos Campeões da UEFA (1985 e 1996) e quatro aparições nas quartas de final da Liga dos Campeões da UEFA (1992, 2002) e também da Liga Europa da UEFA (1988 e 2003). Por outro lado, em 2024 o Olympiacos se tornou o único clube grego que já venceu um título europeu, a Liga Conferência da UEFA de 2023-24, além de já ter chegado até as quartas de final da Liga dos Campeões da UEFA de 1998-99, e até as quartas de final da Recopa Europeia de 1992-93.

## Títulos
| Títulos oficiais                | Títulos oficiais | Títulos oficiais |
| Competição                      | Olympiacos       | Panathinaikos    |
| ------------------------------- | ---------------- | ---------------- |
| Liga Conferência Europa da UEFA | 1                | -                |
| Super Liga Grega                | 48               | 20               |
| Copa da Grécia                  | 29               | 20               |
| Supercopa da Grécia             | 4                | 3                |
| Copa dos Balcãs                 | 1                | 1                |
| Total                           | 83               | 44               |

## Estatísticas

### Confronto direto
|                                        | Vitórias do Olympiacos | Empate | Vitórias do Panathinaikos |
| -------------------------------------- | ---------------------- | ------ | ------------------------- |
| Campeonato Panhelênico (1927-1959)     |                        |        |                           |
| Mando do Olympiacos                    | 10                     | 4      | 4                         |
| Mando do Panathinaikos                 | 6                      | 5      | 7                         |
| Campo neutro                           | 1                      | 1      | 0                         |
| Total                                  | 17                     | 10     | 11                        |
| Super Liga Grega (1959 até o presente) |                        |        |                           |
| Mando do Olympiacos                    | 32                     | 24     | 15                        |
| Mando do Panathinaikos                 | 20                     | 30     | 22                        |
| Campo neutro                           | 1                      | 1      | 0                         |
| Total                                  | 53                     | 55     | 37                        |
| Copa da Grécia                         |                        |        |                           |
| Mando do Olympiacos                    | 12                     | 4      | 1                         |
| Mando do Panathinaikos                 | 7                      | 7      | 4                         |
| Campo neutro                           | 1                      | 2      | 4                         |
| Total                                  | 20                     | 13     | 9                         |
| Copa da Liga Grega                     |                        |        |                           |
| Mando do Olympiacos                    | 0                      | 1      | 0                         |
| Mando do Panathinaikos                 | 0                      | 1      | 0                         |
| Total                                  | 0                      | 2      | 0                         |
| Total em jogos oficiais                |                        |        |                           |
| 227                                    | 90                     | 80     | 57                        |
| Amistosos                              |                        |        |                           |
| Mando do Olympiacos                    | 5                      | 6      | 1                         |
| Mando do Panathinaikos                 | 19                     | 21     | 25                        |
| Campo Neutro                           | 5                      | 4      | 4                         |
| Total                                  | 29                     | 31     | 30                        |
| Total                                  |                        |        |                           |
| 317                                    | 119                    | 111    | 87                        |

### Decisões de títulos
Abaixo, a lista de finais protagonizadas por Olympiacos e Panathinaikos.
| Temporada | Competição         | Campeão          |
| 1959–60   | Copa da Grécia     | Olympiacos       |
| 1961–62   | Copa da Grécia     | Final abandonada |
| 1964–65   | Copa da Grécia     | Olympiacos       |
| 1967–68   | Copa da Grécia     | Olympiacos       |
| 1968–69   | Copa da Grécia*    | Panathinaikos    |
| 1974–75   | Copa da Grécia     | Olympiacos       |
| 1981–82   | Campeonato Grego** | Olympiacos       |
| 1985–86   | Copa da Grécia     | Panathinaikos    |
| 1987–88   | Copa da Grécia     | Panathinaikos    |
| 1992–93   | Copa da Grécia     | Panathinaikos    |
| 1998–99   | Copa da Grécia     | Olympiacos       |
| 2003–04   | Copa da Grécia     | Panathinaikos    |

*Após empate no tempo normal e na prorrogação, o campeão foi definido em um sorteio.
**Era previsto pelo regulamento do campeonato que fosse disputada uma decisão entre os dois primeiros colocados em caso de empate em número de pontos entre eles.

### Maior goleada
Panathinaikos 8–2 Olympiacos, 1 de junho de 1930, Campeonato Grego de Futebol.

### Recorde de público
74.452 pessoas, Olympiacos 0–0 Panathinaikos, 18 de janeiro de 1984 (Estádio Olímpico de Atenas).

### Maiores artilheiros
- Maior artilheiro pelo Panathinaikos: Dimitris Saravakos, com 16 gols.

- Maior artilheiro pelo Olympiacos: Giorgos Sideris, com 13 gols.